# Battaglia di Ascoli (89 a.C.)
La battaglia di Ascoli venne combattuta nell'89 a.C. tra un esercito romano guidato dal console Gneo Pompeo Strabone e un'armata di ribelli Italici guidata dal generale della Lega Italica Gaio Iudacilio, posta a difesa della città di Ascoli Piceno.
Dopo due anni di assedio la popolazione decise di arrendersi,a differenza di Iudacilio il quale scelse di suicidarsi col veleno e ordinò di bruciare il suo corpo su una pira funebre (non prima di aver fatto giustiziare tutti i suoi nemici, inclusi i prigionieri e i cittadini sospettati di aver tenuto una condotta disfattista verso Roma).
Secondo la tradizione fu in quest'occasione che tra i superstiti della città ribelle, messa a sacco dai Romani, il futuro console e amico personale di Cesare Publio Ventidio Basso venne portato a Roma assieme alla madre, come "bottino" durante il trionfo di Pompeo .